# Stazione di La Verda
La stazione di La Verda è stata una fermata ferroviaria sita sulla linea Jonica.